# PFK Svetkavitsa

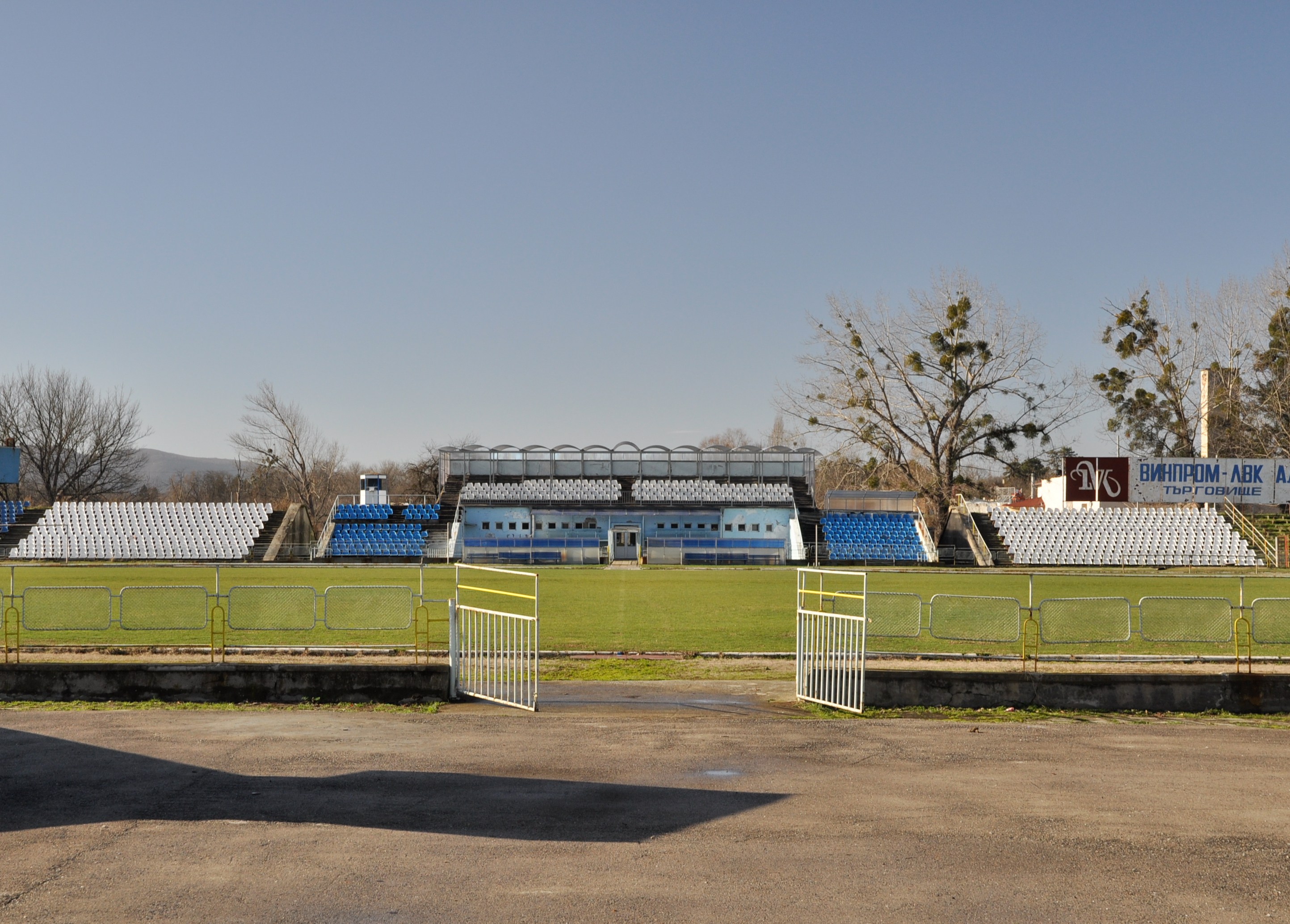
Het Dimitar Burkov stadion

PFK Svetkavitsa is een Bulgaarse voetbalclub uit Targovisjte.
De club werd in 1922 opgericht als fusie tussen de lokale clubs Levski en Botev. In 1961 promoveerde de club voor het eerst naar de B Grupa waar het in 1974 met een tweede plaats de beste klassering behaalde. In 1987 degradeerde de club naar de V Grupa maar promoveerde weer terug na twee seizoen. In 2011 promoveerde de club voor het eerst naar de A Grupa nadat het in play-off wedstrijden Etar Veliko Tarnovo verslagen had. De club degradeerde direct weer terug. Met 49 seizoenen op het tweede niveau is de club Bulgaars recordhouder. In 2013 werd de club na financiële problemen ontbonden. Opvolger Svetkavitsa Targovisjte werd opgericht en speelt intussen in de derde klasse. In 2014 werd de club echter heropgericht en speelt sindsdien in de regionale reeksen. 